# 대한민국 민법 제533조
대한민국 민법 제533조는 교차청약에 대한 민법 채권법 조문이다.

## 조문
제533조(교차청약) 당사자간에 동일한 내용의 청약이 상호교차된 경우에는 양청약이 상대방에게 도달한 때에 계약이 성립한다.

第533條(交叉請約) 當事者間에 同一한 內容의 請約이 相互交叉된 境遇에는 兩請約이 相對方에게 到達한 때에 契約이 成立한다.

## 참고 문헌
- 오현수, 일본민법, 진원사, 2014. ISBN 978-89-6346-345-2
- 오세경, 대법전, 법전출판사, 2014 ISBN 978-89-262-1027-7
- 이준현, LOGOS 민법 조문판례집, 미래가치, 2015. ISBN 979-1-155-02086-9